# Август Чернигој
Август Чернигој (Трст, 24. августа 1898 — Сежана, 17. новембра 1985), словеначки сликар и графичар.
Студирао је у Трсту, Болоњи, Минхену и Вајмару. Први је представник конструктивизма међу словеначким уметницима, а постепено се развио до апстракције. Афирмирао се као декоратер (интарзије) и сликар монументалних зидних композиција. У уљу је радио пејзаже, фигуре и мртве природе. Издао је мапу дрвореза „Словеначки песници и писци“ и мапу „Графика“. Излагао је у Марибору, Трсту, Загребу, Цириху, Венецији.